# Ceramidasen
Ceramidasen sind Enzyme, die die Abspaltung des N-Acylrests von Ceramiden, aber auch die Umkehrreaktion der Acylierung katalysieren. Sie kommen in Eukaryoten, aber auch in Bakterien vor. Sie werden je nach Wirksamkeitsbereich in saure, neutrale und alkalische Ceramidasen eingeteilt. Beim Menschen sind die Aktivitäten von zwei neutralen, zwei alkalischen und einer sauren Ceramidase belegt.
Saure Ceramidase kommt nicht in Bakterien vor und ist innerhalb der Zellen in den Lysosomen lokalisiert. Sie wird als Präprotein mit 395 Aminosäuren produziert und nach Abspaltung des Signalpeptids in zwei Untereinheiten zerschnitten, die zusammen den Enzymkomplex bilden. Mutationen im ASAH1-Gen der sauren Ceramidase können zum Farber-Syndrom führen. Ihre Expression wird über den ACTH-Signalweg reguliert.